# 巨人网络
巨人网络集团股份有限公司（英語：Giant Interactive Group Inc.；深交所：002558，简称：巨人网络）是中國大陸一家網絡遊戲開發商與運營商。

## 公司歷史
2004年11月18日由史玉柱創建，原名“上海征途网络科技有限公司”。
2007年10月19日改為上海巨人网络科技有限公司。同年11月1日在美國紐約證券交易所上市。
2014年7月18日，巨人網絡宣佈完成私有化交易，從紐交所退市。
2023年3月23日，巨人网络推出海外新品牌ZTimes，该品牌在旧金山2023游戏开发者大会（GDC）上以独立展台方式参展，未来将用互联网3.0技术做游戏。

## 公司產品

### 遊戲產品

#### 客戶端網絡遊戲
- 征途
- 征途2
- 征途懷舊版
- 綠色征途
- 巨人
- 仙途
- 艾爾之光
- 巫師之怒
- 光榮使命網絡版
- 萬王之王3
- 仙俠世界
- 江湖
- 蒼天2
- 萬神
- 兵王1
- 龍魂2
- 我的小傻瓜2
- 體育帝國2
- 巨人前傳3
- 三國戰魂3

說明：1巨人研發，中青寶負責運營；2已停運遊戲；3有過測試和官方網站，但是公司產品列表未予顯示。

#### 單機遊戲
- 光荣使命

### 平台產品
- 趣樂遊戲平台

### 軟件產品
- 巨盾2013
- 嘟嘟語音
- 巨人手機助手

## 外部連結
- 巨人網絡官網 （页面存档备份，存于） （简体中文）